# نهائي دوري أبطال أوروبا 2027
نهائي دوري أبطال أوروبا 2027 (بالإنجليزية: 2027 UEFA Champions League final)‏ هي المباراة النهائية لدوري أبطال أوروبا 2026–27، والتي ستقام في ملعب ميتروبوليتانو في العاصمة الإسبانية مدريد، الموسم الثاني والسبعين من بطولة كرة القدم الأوروبية الأولى للأندية التي ينظمها الاتحاد الأوروبي لكرة القدم، والموسم الخامس والثلاثين منذ إعادة تسميتها من كأس الأندية الأوروبية البطلة إلى دوري أبطال أوروبا. ستقام في 5 يونيو 2027. 
سيحصل الفائزون على الحق في اللعب ضد الفائزين في الدوري الأوروبي 2026-27 في كأس السوبر الأوروبي 2027 ، والمنافسة في نهائي كأس القارات للأندية 2027 ، والتأهل إلى كأس العالم للأندية 2029 ذ. وسوف يتأهل الفائزون أيضًا لدخول مرحلة الدوري في دوري أبطال أوروبا 2027–28، ما لم يكونوا قد تأهلوا بالفعل لدوري أبطال أوروبا من خلال أدائهم في الدوري (وفي هذه الحالة سيتم إعادة التوازن في قائمة الوصول).